# De Havilland Gipsy Major

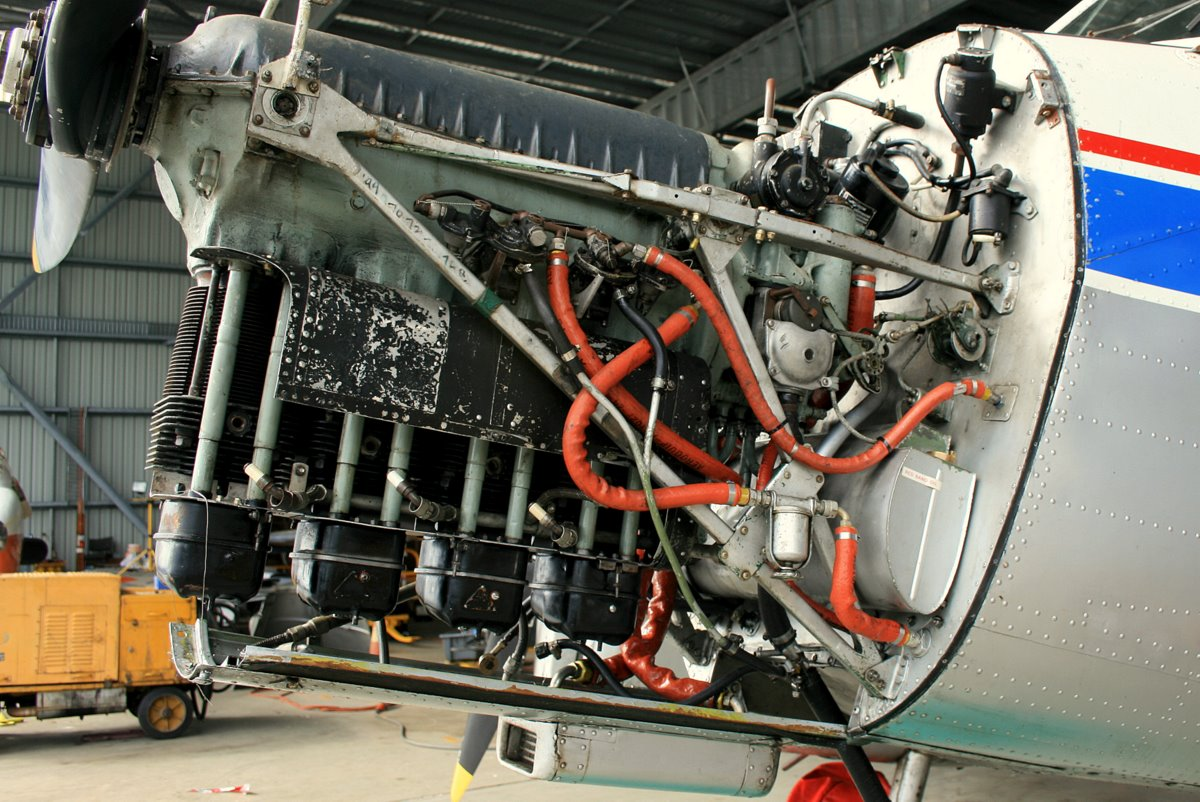
Ein Gipsy Major in einer de Havilland Australia DHA-3

Der de Havilland Gipsy Major oder Gipsy IIIa war ein Flugmotor des britischen Herstellers de Havilland Aircraft Company. Der luftgekühlte Vierzylinder-Reihenmotor war eine Weiterentwicklung des Gipsy III. Die 1932 begonnene Produktion endete nach der Auslieferung von 14.615 Motoren. Alfa Romeo fertigte nach dem Zweiten Weltkrieg als Lizenzbau weitere Triebwerke unter der Bezeichnung Alfa Romeo 110.
Wie sein Vorgänger hatte der Gipsy Major „hängende“ Zylinder (Kurbelwelle oben). Der Hubraum betrug 374 Kubikzoll (ca. 6,1 Liter). Durch die Anordnung der Zylinder kann bei gegebenem Propellerdurchmesser das Fahrwerk eine geringere Höhe erhalten und die Sicht des Piloten wird weniger durch Auspuffgase behindert. Zudem ist die Zugänglichkeit von Zylinderkopf (Ventilsteuerung) und Zündkerzen erleichtert.

## Verwendung (Auswahl)

### Gipsy Major
- De Havilland DH.82 Tiger Moth
- DH.84 Dragon
- DHA-3 Drover
- DHC-1 Chipmunk
- Handley Page Manx
- Miles Magister
- RWD-5 bis
- RWD-19
- Saab Safir
- Sasin Spraymaster
- Taylorcraft Auster

### Alfa Romeo 110
- Agusta CP-110
- Ambrosini S.1001 Grifo